# Communauté de communes de la Vallée du Rognon
Die Communauté de communes de la Vallée du Rognon ist ein ehemaliger französischer Gemeindeverband mit der Rechtsform einer Communauté de communes im Département Haute-Marne in der Region Grand Est. Sie wurde am 29. Dezember 1999 gegründet und umfasste 16 Gemeinden. Der Verwaltungssitz befand sich im Ort Andelot-Blancheville.

## Historische Entwicklung
Mit Wirkung vom 1. Januar 2017 fusionierte der Gemeindeverband mit der Communauté de communes de Bourmont, Breuvannes, Saint-Blin und bildete so die Nachfolgeorganisation Communauté de communes Meuse Rognon.

## Ehemalige Mitgliedsgemeinden
1. Andelot-Blancheville
2. Bourdons-sur-Rognon
3. Chantraines
4. Cirey-lès-Mareilles
5. Consigny
6. Darmannes
7. Domremy-Landéville
8. Doulaincourt-Saucourt
9. Ecot-la-Combe
10. Mareilles
11. Montot-sur-Rognon
12. Reynel
13. Rimaucourt
14. Roches-Bettaincourt
15. Signéville
16. Vignes-la-Côte